# Проценко Андрій Юрійович
Андрі́й Ю́рійович Проце́нко (1994—2019) — солдат Збройних сил України, учасник російсько-української війни.

## Життєпис
Народився 1994 року в селі Бохоники (Вінницький район, Вінницька область). Закінчив Бохоницьку ЗОШ, 2013-ГО — Гніванський професійний ліцей — машиніст-кранівник та фахівець з ремонту автомобілів.
З 16 квітня 2014 року проходив службу у в/ч А 4610, солдат, навідник 748-ї окремої радіолокаційної роти 133-го радіотехнічного батальйону 138-ї бригади. Брав участь у бойових діях, відряджений до 36-ї бригади. 16 травня 2019-го вчергове вирушив на передову.
2 вересня 2019-го вранці під час пересування до блокпосту на чергування, поблизу села Водяне (Волноваський район) зазнав важкого поранення у шию кулею снайпера. Того дня з 4:20 протягом півгодини тривав обстріл терористами Водяного зі стрілецької зброї — з боку окупованої Ужівки. Помер о 5-й ранку на руках у медиків.
5 вересня 2019 року похований в селі Бохоники, на кладовищі № 2.
Без Андрія лишились батьки та молодша сестра.

## Нагороди та вшанування
- Указом Президента України № 897/2019 від 11 грудня 2019 року за «особисті заслуги у зміцненні обороноздатності Української держави, мужність і самовіддані дії, виявлені у захисті державного суверенітету та територіальної цілісності України, зразкове виконання військового обов'язку» нагороджений орденом За мужність III ступеня (посмертно)[2].
- 22 листопада 2019 року на фасаді Бохоницької ЗОШ відкрито меморіальну дошку Андрію Проценку.